# O du fröhliche
O du fröhliche, conosciuto anche come O du fröhliche, o du selige è un tradizionale canto natalizio tedesco, la cui prima strofa è stata composta nel 1816 da Johannes Daniel Falk (1768-1826) e le successive da Heinrich Holzschuher, sulla melodia dell'anonimo canto mariano siciliano O Sanctissima.

## Storia
Il brano fu composto da Falk per i trenta bambini dell'orfanotrofio di Weimar da lui stesso fondato dopo il 1813, anno in cui un bambino che aveva perso entrambi i genitori durante la guerra bussò alla sua porta in una notte d'inverno.
In origine non si trattava di un canto esclusivamente natalizio, bensì di un canto che doveva essere intonato, oltre che a Natale, anche a Pasqua e nella Pentecoste. In seguito, divenne un brano esclusivamente natalizio.

## Testo
Il testo è di carattere religioso e si compone di tre strofe
gnadenbringende Weihnachtszeit!
Welt ging verloren, Christ ist geboren:
Freue, freue dich, Christenheit!
O du fröhliche, o du selige,
gnadenbringende Osterzeit!
Welt liegt in Banden, Christ ist erstanden:
Freue, freue dich, Christenheit!
O du fröliche, o du selige,
gnadenbringende Pfingstenzeit!
Christ, unser Meister, heiligt die Geister:
Freue, freue dich, Christenheit!»
O tu felice, o tu beato,
tempo di Pasqua portatore di Grazia!
Il mondo è avvolto in nastri, Cristo è risorto: Rallegrati, rallegrati, Cristianità!
O tu felice, o tu beato,
tempo di Pentecoste portatore di Grazia!
Cristo, il nostro Maestro, santifica lo spirito:
Rallegrati, rallegrati, Cristianità!»
(Johannes Daniel Falk, O du fröhliche)

## Versioni (lista parziale)
Tra i numerosi artisti che hanno inciso o eseguito pubblicamente il brano, figurano, tra gli altri (in ordine alfabetico):
- Paul Biste (in Fröhliche Weihnachten zuhause[6])
- Bernd Clüver (1997)[1]
- Sarah Connor (in Christmas in My Heart del 2005[7])
- Helene Fischer & The Royal Philharmonic Orchestra con i Wiener Sängerknaben (2015)[1]
- Karel Gott[1]
- Heintje (in Weihnachten mit Heintje del 1968[8]
- Julio Iglesias (in Ein Weihnachtsabend mit Julio Iglesias del 1978[9])
- The Kelly Family (in Christmas All Year del 1981[10])
- Nana Mouskouri (in The Christmas Album[11])
- Werner Müller (in O, Tannenbaum (Christmas On The Rhine)[12]
- Roland Neudert (in Fröhliche Weihnachten mit Roland Neudert del 1986[13])
- Peter Orloff[1]
- Rondò Veneziano (in Sinfonia di Natale del 1995[14] e in The Magic of Christmas del 2001[15])
- Peter Schreier in Peter Schreier singt Weihnachten del 1975[16])